# Tiago PZK
Tiago PZK, pseudonimo di Tiago Uriel Pacheco Lezcano (Monte Grande, 3 agosto 2001), è un rapper e cantautore argentino.

## Biografia
È salito alla ribalta nel 2020, anno in cui è stata pubblicata Además de mí, hit numero uno nella Argentina Hot 100. Nel gennaio 2022 ha firmato un contratto con la divisione latina della Warner, etichetta sotto la quale viene pubblicato il suo album in studio d'esordio, intitolato Portales. Il disco, classificatosi 11º nella Top 100 Álbumes della Productores de Música de España, contiene la collaborazione di successo Entre nosotros, rimasta in vetta alla hit parade argentina per sedici settimane non consecutive e candidata per un premio Gardel. È stato anche promosso da una tournée internazionale e l'edizione deluxe ha finito per ottenere una nomination per il premio Gardel al miglior album urban. Tiago PZK ha ricevuto la nomination per l'MTV Europe Music Award al miglior artista America Latina meridionale del 2022.
Nel luglio 2024 viene presentato il suo secondo LP, Gotti A; lo stesso gli ha fatto guadagnare la candidatura in tre categorie all'edizione annuale dei premi Gardel.

## Discografia

### Album in studio
- 2022 – Portales
- 2024 – Gotti A

### Colonne sonore
- 2021 – Cato Soundtrack

### EP
- 2019 – Valor de la calle (con Emkier)
- 2025 – Gotti B

### Singoli
- 2018 – Nadie es mejor
- 2019 – Bendiceme
- 2019 – Home Run
- 2019 – Broken (con Yung Fran)
- 2019 – Finde
- 2019 – Te fuiste
- 2019 – Nena percocet (con Krom ed Emkier feat. Yung Fran)
- 2019 – Sola
- 2019 – It's Coming (feat. Krom)
- 2019 – Más (con Naim)
- 2019 – All Day
- 2019 – Loba (feat. Daka)
- 2020 – En la oscuridad (con Emkier)
- 2020 – Papichulo (con Krom, Emkier e Lucas Beguerie)
- 2020 – Viento
- 2020 – Game (con DJ Telmogo ed Emkier feat. Krom)
- 2020 – Lil Dicky (feat. Alain Verdier, KidKnak & Diego YD)
- 2020 – Sola
- 2020 – Si viene (con Bize 4r)
- 2020 – Cerca de ti (con Rusherking)
- 2020 – Además de mí (con Rusherking e Big One)
- 2021 – Flow de barrio
- 2021 – Yo se que tu (con FMK e Lit Killah)
- 2021 – Házmelo
- 2021 – Cazame (con María Becerra)
- 2021 – Prende la cámara (con FMK)
- 2021 – Entre nosotros (con Lit Killah e/o Nicki Nicole e María Becerra)
- 2021 – Loco
- 2021 – Rápido lento (con Emilia)
- 2021 – Salimo de noche (con Trueno)
- 2021 – Cuando me ves (con Dani Ribba)
- 2021 – Tiago PZK: Bzrp Music Sessions, Vol. 48 (con Bizarrap)
- 2022 – Now (con Rusherking)
- 2022 – Hablando de love
- 2022 – Fashion Diller (con Taichu)
- 2022 – Nos comemos (con Ozuna)
- 2022 – El último beso (con Tini)
- 2022 – Delincuente (con Yandel)
- 2023 – Bemaste
- 2023 – Slow
- 2023 – Para amarte a ti (con Khea)
- 2023 – Me enteré (con Tini)
- 2023 – Los del espacio (con FMK, María Becerra, Rusherking, Duki, Emilia e Big One)
- 2023 – Como yo (con Marshmello)
- 2023 – Asqueroso
- 2023 – Mi ciudad (con YSY A e Bhavi)
- 2023 – Ella tiene (con Nathy Peluso)
- 2023 – LuXxX (con Lit Killah)
- 2023 – Vamonos (con Asan)
- 2023 – I'll Be There (con Robin Schulz e Rita Ora)
- 2024 – Piel (con Ke Personajes)
- 2024 – No hay que preguntar (con Keityn)
- 2024 – Mi corazón
- 2024 – The Door (con Teddy Swims)
- 2024 – Alegría (con Anitta ed Emilia)
- 2024 – Mi cuarto (con Rels B)
- 2024 – Mi corazón (con Grupo Frontera)
- 2025 – Señorita
- 2025 – Sometimes (con Teddy Swims)

## Filmografia
- Cato, regia di Peta Rivero y Hornos (2021)